# Amor vendido
Amor vendido es una película musical mexicana de 1951 escrita y dirigida por Joaquín Pardavé, y protagonizada por Meche Barba y Fernando Fernández. 

## Argumento
Raul (Fernando Fernández), un compositor cojo, vive enamorado de Adriana (Meche Barba). Adriana mata a su despiadado amante Carlos Vela "El Perfumado" (Carlos Valadez). La joven es llevada a juicio. A través de un flashback, la mujer narra su vida. Conoceremos su vida de cabaretera, su relación con un asesino y con el compositor inválido que la pretende de buena fe.

## Reparto
- Meche Barba ... Adriana
- Fernando Fernández ... Raúl
- Freddy Fernández "El Pichi" ... "El Pichi"
- Carlos Valadez ... Carlos Vela "El Perfumado"
- Óscar Pulido ... Temístocles
- Sara Guash ... La Mamy
- Ángel Infante ... Mesero
- Toña la Negra ... Intervención musical

## Comentarios
Rafael Aviña describió a la película como: «Truculento melodrama cabaretero, donde Meche Barba baila rumbas, mambos y otros números afrocubanos. Además, formará pareja de nueva cuenta con Fernando Fernández. La cinta fue dirigida por Joaquín Pardavé en su faceta de director. El antagonista fue el bailarín y coreógrafo Carlos Valadez, quién ya había montado previamente las coreografías de algunas cintas de Barba».